# Estorninho-esplêndido
Estorninho-esplêndido (Lamprotornis splendidus) é uma espécie de passeriforme da família Sturnidae. Pode ser encontrada nos seguintes países: Angola, Benin, Burundi, Camarões, República Centro-Africana, República do Congo, República Democrática do Congo, Guiné Equatorial, Etiópia, Gabão, Gambia, Gana, Guiné, Guiné-Bissau, Quénia, Libéria, Mali, Níger, Nigéria, Ruanda, São Tomé e Príncipe, Senegal, Serra Leoa, Sudão, Tanzânia, Togo, Uganda e Zâmbia.